# 히모맨 ~빈대 남친 갱생기~
《히모맨 ~빈대 남친 갱생기~》(ヒモメン〜ヒモ更生プログラム〜)는 코노이케 츠요시의 만화, 또는 그 만화를 원작으로 하는 드라마이다.

## 줄거리
간호사인 유리코의 남자친구인 쇼가 어느날 친가에서 내쫓겨서 유리코의 방에 굴러들어왔다. 원래라면 짜릿한 동거일 것 같지만 유리코의 마음은 어딘가 우울하다. 쇼는 전혀 일할 마음이 없이 술과 내기를 좋아하는, 주변머리 없는 빈대남이였다. 결혼을 꿈꾸는 유리코는 ‘이대로는 안된다’라고 결심, 쇼의 빈대 체질 개선 생활을 시작한다.

## 등장 인물
- 히몬야 쇼(碑文谷 翔)

유리코의 남자친구이다. 나이는 25살, 유리코의 수입으로 생활하고 있는 빈대남이다. 취칙도 하지 않고 아르바이트도 길게 하지 않는다. 술이나 내기를 매우 좋아해서 일하는 것을 매우 싫어한다. 친부모는 포기하고 집에서 내쫓는다. 하지만, 유리코의 밤에 굴러들어가서 그대로 살고 있다.
- 카스가 유리코(春日 ゆり子)

병원 근무를 하는 간호사이다. 주변머리 없지만 모성 본능을 간질이는 쇼에게 완전 빠졌으며 필요 이상으로 화내지 않는다. 생활력 없는 쇼를 빈대 체질에서 일꾼으로 변신시켜서 결혼하는 것을 꿈꾸고 있다.
- 이케메 료스케(池目 亮介)

유리코가 일하는 병원의 의사이다. 유리코를 좋아한다.

## 드라마
《히모맨》(ヒモメン)이라는 제목으로 2018년 7월 28일부터 9월 8일까지 TV 아사히 계열의 ‘TV 아사히 토요 나이트 드라마’ 시간대에 방송됐다. 대한민국에서는 《히모맨 ~빈대 남친 갱생기~》라는 제목으로 채널W에서 2018년 10월 2일부터 11월 13일까지 방송됐다.

### 등장 인물
- 히몬야 쇼 역 : 쿠보타 마사타카
- 카스가 유리코(26세) 역 : 카와구치 하루나
- 이케메 료스케 역 : 카츠지 료[3]
- 하마노 코노미(浜野このみ) 역 : 오카다 유이[3]
- 유아사 마이(湯浅麻衣) 역 : 타하라 카나코
- 이와이 레나(岩井玲奈) 역 : 미나모토 마호
- 오바 미미(大庭美々) 역 : 오하 타시에리
- 타나베 사토코(田辺聡子) 역 : 사토 히토미[3]
- 오지마 카즈코(尾島和子) 역 : YOU[3]
- 아바시리 타이치로(網走太一郎) 역 : 카네다 아키오[3]
- 내레이션 : 키톤 야마다

### 게스트
| 역할                          | 배역              | 출연 화수 |
| ----------------------------- | ----------------- | --------- |
| 야자와 코타로(矢沢孝太郎)     | 우카지 타카시     | 1화       |
| 카스가 사쿠라코(春日桜子)     | 카타세 나나       | 2화, 5화  |
| 모리야마 케이코(森山圭子)     | 니시오 마리       | 3화       |
| 하세베 메구미(長谷部恵)       | 오자와 마주       | 3화       |
| 야마자키 케이이치(山崎圭一)   | 후케 노리마사     | 3화       |
| 쿠로카와 상무(黒川常務)       | 야마자키 하지메   | 4화       |
| 테시바 실장(手柴室長)         | 하세가와 토모하루 | 4화       |
| 오타니 나오토(大谷直人)       | 스다 쿠니히로     | 4화       |
| 사타케 히로시(佐竹浩史)       | 엔도 타츠오       | 4화       |
| 토요카와 미노루(豊川稔)       | 오토오 타쿠마     | 5화       |
| 카가 미카(加賀美香)           | 타카오카 사키     | 6화       |
| 오사와 유키로(大沢幸博)       | 콘도 코엔         | 6화       |
| 카가 코이치로(加賀浩一郎)     | 무사카 나오마사   | 6화       |
| 마츠다이라 타카히코(松平鷹彦) | 와타나베 다이     | 7화       |

### 스태프
- 원작 : 코노이케 츠요시 《ヒモメン〜ヒモ更生プログラム〜→히모맨 ~빈대 남친 갱생기》 (MF 코믹스 크래퍼 시리즈 / KADOKAWA 간행)
- 각본 : 모리 하야시, 에가시라 미치루, 요시다 마리코, 코미네 히로유키
- 음악 : 이즈츠 아키오
- 주제가 : 초특급 〈Jesus〉[4]
- 제너럴 프로듀서 : 요코치 이쿠에이(TV 아사히)
- 프로듀서 : 아키모토 타카히토(TV 아사히), 카와노 미사토(호리프로)
- 연출 : 카타야마 오사무(TV 아사히), 호라이 타다아키
- 제작 협력 : 호리프로
- 제작사 : TV 아사히

### 방송 일정
| 화수  | 방송일          | 방송일           | 부제목                                                                                            |
| 화수  | 일본            | 대한민국         | 부제목                                                                                            |
| ----- | --------------- | ---------------- | ------------------------------------------------------------------------------------------------- |
| 제1화 | 2018년 7월 28일 | 2018년 10월 2일  | 無職のヒーロー!! 彼女を権力から救う!? 무직 히어로!! 그녀를 권력으로부터 구하다!?                  |
| 제2화 | 2018년 8월 4일  | 2018년 10월 9일  | 黒い4人の女と修羅場!? パーティの奇跡 검은 4명의 여성과 아수라장!? 파티의 기적                     |
| 제3화 | 2018년 8월 11일 | 2018년 10월 16일 | VS美人議員!! ヒモ男2000円で悪政暴く!? VS 미인 의원!! 빈대남 2000엔으로 나쁜 정치 폭로!?           |
| 제4화 | 2018년 8월 18일 | 2018년 10월 23일 | 彼女のため就職!! クソ上司と闘うヒモ社員!? 그녀를 위해서 취직!! 빌어먹을 상사와 싸우는 빈대 사원!? |
| 제5화 | 2018년 8월 25일 | 2018년 10월 30일 | 彼女が隠した1000万円の借金!? ヒモ生活強制終了!! 그녀가 숨긴 1000만엔의 차금!? 빈대 생활 강정 종료 |
| 제6화 | 2018년 9월 1일  | 2018년 11월 6일  | 最終章!! ヒモを奪い合う美女2人の戦争 마지막 장!! 빈대를 서로 빼앗는 미녀 2명의 전쟁               |
| 제7화 | 2018년 9월 8일  | 2018년 11월 13일 | 好きでも別れます!! さようなら…ヒモ男 좋아도 헤어질 수 있어요!! 잘 지내... 빈대남                  |

| TV 아사히 계열 토요 나이트 드라마              | TV 아사히 계열 토요 나이트 드라마                       | TV 아사히 계열 토요 나이트 드라마                                      |
| 이전 작품                                      | 작품명                                                  | 다음 작품                                                              |
| ---------------------------------------------- | ------------------------------------------------------- | ---------------------------------------------------------------------- |
| 아재's 러브 (2018년 4월 21일 ~ 2018년 6월 2일) | 히모맨 (2018년 7월 28일 ~ 2018년 9월 8일)               | 당신에게는 넘겨주지 않아 (2018년 11월 10일 ~ )                         |
| 채널W 화요일 드라마                            |                                                         |                                                                        |
| 하게타카 (2018년 7월 10일 ~ 8월 14일)          | 히모맨 ~빈대 남친 갱생기~ (2018년 10월 2일 ~ 11월 13일) | 3학년 A반 -지금부터 여러분은, 인질입니다- (2019년 1월 15일 ~ 3월 26일) |